# Азаметония бромид
Азаметония бромид — лекарственное средство, ганглиоблокатор. Относится к симметричным бисчетвертичным аммониевым соединениям.
Химическое название: З-Метил-1,5-бис-(N, N-диметил-N-этил-аммоний)-3-азапентана дибромид.
Торговые названия: Пентамин, Azamethonii bromidum, Azamethonium bromide, Pendiomid, Pentamethazene и др.

## Общая информация
Белый или со слегка желтоватым оттенком кристаллический порошок. Очень гигроскопичен. Легко растворим в воде и спирте. При растворении образуется прозрачная бесцветная жидкость. Водные растворы стерилизуют при +100 °C в течение 30 мин; pH 5 % раствора 6,0-7,5.

## Фармакологическое действие
Ганглиоблокирующее средство, блокирует н-холинорецепторы вегетативных ганглиев (симпатических и парасимпатических). Оказывает угнетающее влияние на каротидные клубочки и хромаффинную ткань надпочечников. В больших дозах может блокировать н-холинорецепторы скелетных мышц и центральную нервную систему. Оказывает гипотензивное, артерио- и венодилатирующее действие. Уменьшает выведение катехоламинов надпочечниками и ослабляет рефлекторные прессорные реакции, что вызывает тахикардию, парез аккомодации, мидриаз, расширение бронхов, снижение моторики органов желудочно-кишечного тракта и секреции желез, тонуса мочевого пузыря.

## Показания
Гипертонический криз; спазм периферических сосудов, кишечника и желчевыводящих путей, облитерирующие поражения периферических сосудов (эндартериит, атеросклероз и др.), болевой синдром при язве желудка и 12-перстной кишки, кишечная колика, желчная колика, почечная колика, бронхиальная астма (для купирования острых приступов), эклампсия, каузалгия, отёк лёгких, отёк мозга. В анестезиологии — для контролируемой артериальной гипотензии. В урологической практике — при цистоскопии у мужчин (для облегчения прохождения цистоскопа через уретру).

## Противопоказания
Гиперчувствительность, артериальная гипотензия, шок, острый инфаркт миокарда, закрытоугольная глаукома, печеночная недостаточность, хроническая почечная недостаточность, дегенеративные изменения ЦНС, тромбофлебит.

### C осторожностью
Атония кишечника и мочевого пузыря различной этиологии, тромбозы, тромбофлебит, дегенеративные заболевания центральной нервной системы, бронхиальная астма (с затруднением отхождения мокроты), пожилой возраст.

## Режим дозирования
Внутримышечно, внутривенно. При гипертонических кризах, отёке лёгких (мозга) вводят внутривенно медленно (под контролем артериального давления) 0,2-0,5 мл 5 % раствора (в разведении 20 мл 0.9 % раствора NaCl или 5 % раствора декстрозы) или внутримышечно до 2 мл 5 % раствора. Для управляемой гипотензии — перед операцией, внутривенно капельно, вводят 40-60 мг (0,8-1,2 мл 5 % раствора); при необходимости — 120—180 мг (2,4-3,6 мл 5 % раствора). При лечении «перемежающейся» хромоты и др. неэкстренных состояний вводят внутримышечно в начальной дозе 1 мл 5 % раствора, при необходимости увеличивают до 1,5-2 мл 2-3 раза в день. Высшая разовая доза для взрослых — 0,15 г (3 мл 5 % раствора), суточная — 0,45 г.

## Побочные эффекты
Сухость во рту, слабость, головокружение, тахикардия, ортостатическая гипотензия, атония кишечника и мочевого пузыря, парез аккомодации, мидриаз, инъецированность сосудов склер.

### Передозировка

#### Симптомы
Снижение артериального давления, нарушение нервно-мышечной передачи, паралитическая непроходимость кишечника, атоническая анурия.

## Особые указания
Для предупреждения развития ортостатической гипотензии после введения больные должны находиться в горизонтальном положении в течение 1-2 ч.

## Взаимодействие
Гипотензивный эффект снижается при совместном применении с трициклическими антидепрессантами, фенилэфрином, эфедрином, усиливается — с недеполяризующими миорелаксантами, другими гипотензивными лекарственными средствами.

## Форма выпуска
Форма выпуска: 5% раствор в ампулах по 1 и 2 мл.

## Хранение
Хранение: список А. В защищённом от света, недоступном для детей месте. При температуре от 18 до 20 градусов.